# Западное (Крым)
За́падное (до 1948 года Джелаи́р Ру́сский; укр. Західне, крымскотат. Rus Calayır, Рус Джалайыр) — исчезнувшее село в Первомайском районе Республики Крым, располагавшееся на северо-западе района, в степной части Крыма, в балке, впадающей слева в реку Самарчик. Находилось примерно в 1,5 километрах восточнее села Крыловка.

## История
Село было основано, видимо, в начале XX века, как имение крымского немца И. Кайзера Джелаир Новый на опустевшей окраине деревни Джелаир, поскольку, согласно энциклопедическому словарю «Немцы России», в 1905 году в нём уже числилось 25 жителей. По Статистическому справочнику Таврической губернии. Ч.II-я. Статистический очерк, выпуск пятый Евпаторийский уезд, 1915 год, в имении Джалаир Новый Коджамбакской волости Евпаторийского уезда числилось 3 двора (все дворы с землёй) с немецким населением в количестве 15 человек приписных жителей и 17 — «посторонних», из которых 16 мужчин и 14 женщин. Жители владели 734 десятинами удобной земли. В хозяйствах имелось 80 лошадей, 30 волов, 14 коров и 453 головы мелкого скота. В 1918 году население составляло 50 человек.
После установления в Крыму Советской власти, по постановлению Крымревкома от 8 января 1921 года № 206 «Об изменении административных границ» была упразднена волостная система и в составе Евпаторийского уезда был образован Бакальский район, в который включили село, а в 1922 году уезды получили название округов. 11 октября 1923 года, согласно постановлению ВЦИК, в административное деление Крымской АССР были внесены изменения, в результате которых округа были отменены, Бакальский район упразднён и село вошло в состав Евпаторийского района. Согласно Списку населённых пунктов Крымской АССР по Всесоюзной переписи 17 декабря 1926 года, в селе Джелаир Новый (русский), Кара-Найманского сельсовета Евпаторийского района, числилось 6 дворов, все крестьянские, население составляло 30 человек, все русские (при этом судьба немецкого населения не ясна). Постановлением ВЦИК РСФСР от 30 октября 1930 года был создан Ишуньский район, уже как национальный украинский и село включили в его состав, а после создания в 1935 году Ак-Шеихского района (переименованного в 1944 году в Раздольненский) село, вместе с сельсоветом, включили в его состав.
С 25 июня 1946 года селение в составе Крымской области РСФСР. Указом Президиума Верховного Совета РСФСР от 18 мая 1948 года Джелаир русский переименовали в Западную. 26 апреля 1954 года Крымская область была передана из состава РСФСР в состав УССР. Время ликвидации села пока не установлено: на 15 июня 1960 года оно уже не существовало (согласно справочнику «Крымская область. Административно-территориальное деление на 1 января 1968 года» — в период с 1954 по 1968 годы как село Гришинского сельсовета).